# Phare de Charles Fort
Le phare de Charles Fort est un phare situé devant les fortifications de Charles Fort près du port de Kinsale, en mer Celtique, dans le comté de Cork. Il est géré par les Commissioners of Irish Lights.

## Histoire
Le phare actuel a été érigé en 1929, devant les fortifications de type Vauban de Charles Fort (Dún Chathail), dominant l'embouchure du port de Kinsale, sur le côté est. C'est une petite construction à 18 m au-dessus du niveau de la mer, peinte en blanc. Il émet un feu directionnel par flashs consécutifs, toutes les 5 secondes, blancs, rouges et verts selon les zones.
Le site du phare n'est accessible que lors des visites guidées du fort.